# 光製作所

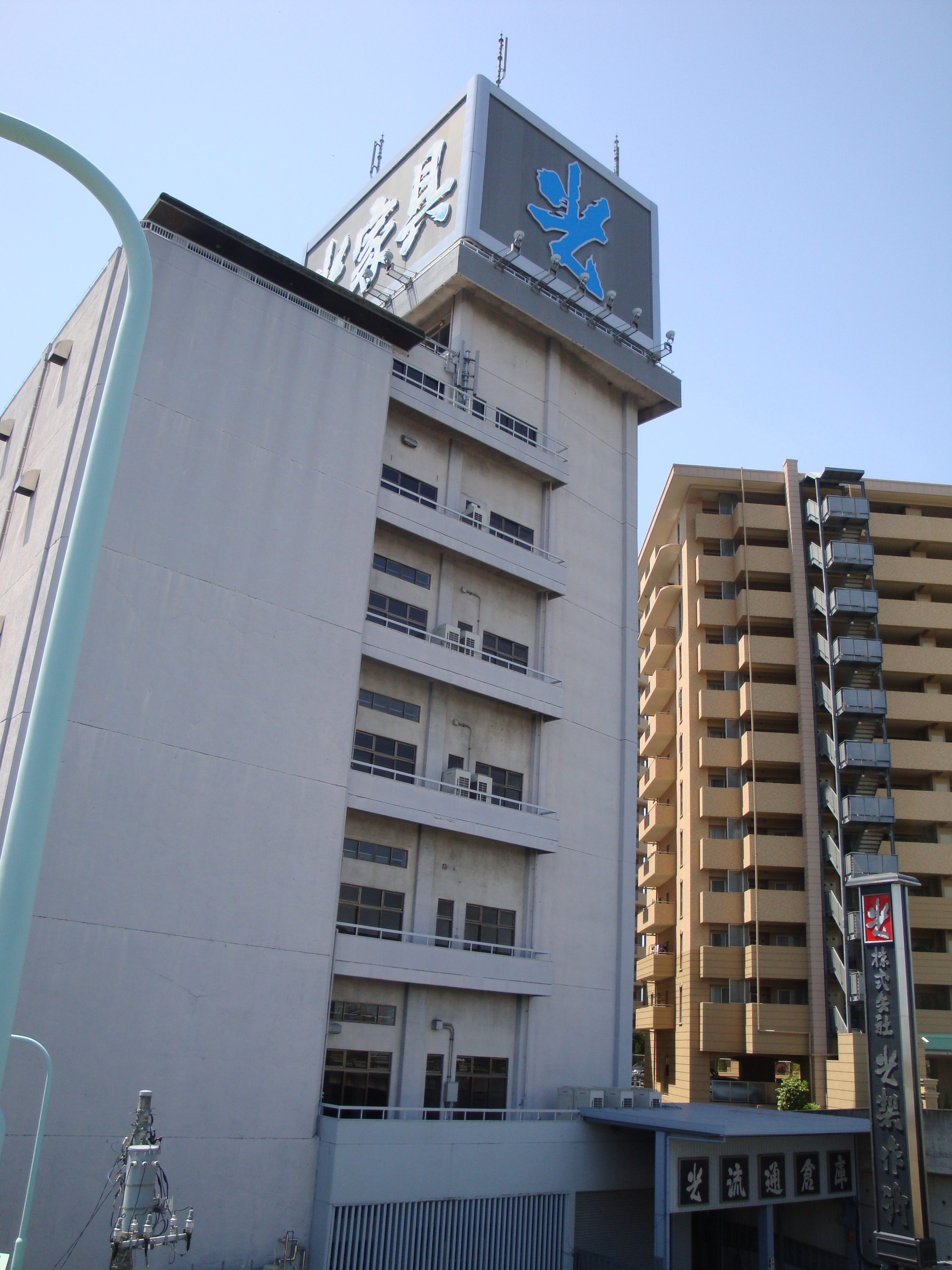
光流通センター

株式会社光製作所（ひかりせいさくじょ）は、東京都荒川区東尾久に本社を構える家具メーカーである。

## 会社概要
1955年8月に現所在地にて創業した有限会社安岡製作所が、1959年4月に商号を現在のものに変更、資本金100万円の株式会社に改組したのが始まりである。その後1977年に足立区小台に光流通倉庫（現:光流通センター）を設立。2008年までに日本全国に20以上の関連会社を有する。
創業以来「快適な住空間の創造」をテーマに掲げ、主に家庭用家具や店舗･飲食店向けの業務用家具などの企画･製作・販売を中心に事業を展開している。またこの他にも不動産の賃貸なども行っている。
1970年代から1990年代にかけて、ヒカリサンデスクのテレビCMを放送していた時期があった。
2019年2月15日に株式併合を行い、それに伴い同年2月12日にジャスダック上場廃止となった。

## 主要商品
- ヒカリサンデスク
- オースターラタン
- サウンドリクライナー

## 支社・ショールーム
- 大阪支社（大阪府大阪市東住吉区住道矢田5-5-27 ）
- 光流通センター　東京ショールーム（東京都足立区小台1-19-1　光流通センター6F）

## 過去の提供番組
- スーパー戦隊シリーズ[2]（テレビ朝日系列）